# 구마타촌
구마타촌(久間田村)은 일본 후쿠오카현 미즈마군에 설치되었던 촌이다. 현재의 야나가와시의 일부에 해당한다.